# Jean de Selys Longchamps
Barone Jean de Selys Longchamps (Bruxelles, 31 maggio 1912 – Manston, 16 agosto 1943) è stato un aviatore belga proveniente da famiglia aristocratica. Pilota da caccia della Royal Air Force durante la Seconda guerra mondiale, è particolarmente noto per il suo attacco del 1943 alla sede della Gestapo a Bruxelles nel Belgio occupato dalla Germania..

## Biografia

Stemma della casa di Selys Longchamps.

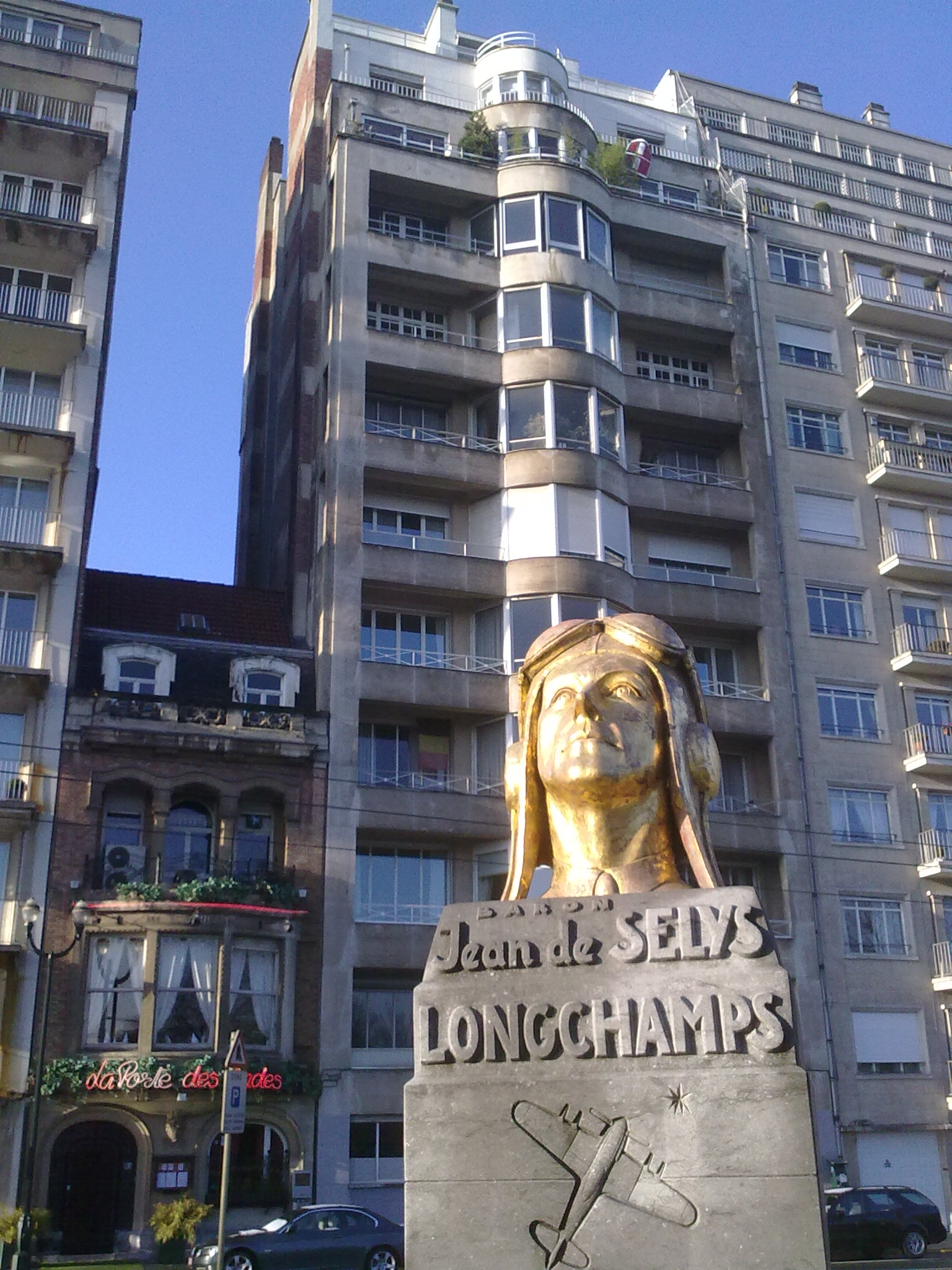
Monumento in memoria di Jean de Selys. Avenue Louise, (Bruxelles) per l'edificio attaccato nel 1943.

Nacque a Bruxelles il 31 maggio 1912, figlio del maggiore di cavalleria barone (conte dal 1958) Raymond de Selys Longchamps (1880-1966) e di Emilie de Theux de Meylandt et Monjardin (1880-1972). Successivamente, diversi membri della famiglia sono stati membri del Senato belga. Edmond de Sélys Longchamps (1813-1900, nonno di Jean) fu considerato la sua più grande autorità scientifica su libellule e damigelle del suo tempo. Non avendo una forte inclinazione per gli studi, in gioventù passò attraverso un numero impressionante di college, tra cui Saint-Michel e Maredsous. Iscrittosi all'università cattolica di Leuven, abbandonò gli studi andando a lavorare come impiegato in una banca.

### Carriera militare
Nel 1933 venne arruolato nell'Esercito belga, entrando nella cavalleria, assegnato allo squadrone scuola del 1er Régiment de guides (1ste Regiment gidsen). Nel 1937 fu promosso sottotenente della riserva, e richiamato in servizio nel settembre 1939, all'atto della mobilitazione seguita allo scoppio della seconda guerra mondiale. Quando iniziò l'attacco tedesco ad ovest, il 10 maggio 1940, fu impegnato in combattimento contro gli invasori sul canale di giunzione sulla Meuse-Escaut, a Lanaken, su la Gette e sulla Lys. Dopo la firma dell'armistizio con i tedeschi da parte di Re Leopoldo III, avvenuta il 28 maggio, fuggì per raggiungere il British Expeditionary Force a La Panne venendo evacuato in Gran Bretagna. Rientrò subito in Francia nel tentativo di ricostituire l'esercito belga, ma la caduta della Francia, e la seguente firma dell'armistizio di Compiègne misero fine al tentativo. Raggiunta Marsiglia cercò insieme ad un gruppo di piloti belgi di unirsi nuovamente agli alleati raggiungendo Gibilterra, via Marocco, ma fu arrestato e internato dalle autorità del governo di Vichy in un campo nella regione di Montpellier. Riuscito a fuggire passò i Pirenei, attraversò la Spagna raggiungendo Gibilterra, e poi la Gran Bretagna, dove si arruolò nella Royal Air Force falsificando la data di nascita. Il 30 settembre 1941 fu assegnato al N. 609 Squadron RAF dell'11° Group, una unità dotata dei caccia Hawker Typhoon.
Saputo dai suoi contatti in Patria che il padre era stato arrestato e torturato dalla Gestapo presso il suo quartier generale, situato nella 453 Avenue Louise a Bruxelles, presentò ai suoi superiori un piano per attaccare la sede, e distruggerla. La proposta non fu presa in considerazione, ed egli decise quindi di agire da solo.  Il 20 gennaio 1943 decollò dall'aeroporto di Manston, insieme al suo gregario Blanc, per attaccare il nodo ferroviario di Gand, in Belgio. Una volta completata la missione ordinò al suo gregario di rientrare alla base, e puntò verso Bruxelles volando a bassissima quota. Compì un attacco di precisione, utilizzando i quattro cannoni da 20 mm di cui era dotato l'aereo, contro l'edificio, uccidendo quattro soldati nemici, e ferendone numerosi altri. Dopo aver lasciato cadere una bandiera belga sul castello di Laeken, e una sulla casa di sua nipote, la baronessa de Villegas de Saint-Pierre, rientrò a Manston. L'accoglienza degli altri piloti fu calorosissima, ma le autorità militari inglesi decisero di punirlo retrocedendolo di grado, da Flight Officer a Pilot Officer, e trasferendolo al No.3 Squadron RAF.
Il 20 febbraio abbatte in combattimento un caccia Focke-Wulf Fw 190, e per questo fu citato all'ordine del giorno della RAF.
Il 31 marzo fu insignito della Distinguished Flying Cross per le sue azioni.
Rimase ucciso il 16 agosto 1943 quando il suo aereo, rimasto danneggiato dalla contraerea, si schiantò in fase di atterraggio sulla base RAF di Manston, nel Kent, dopo una sortita su Ostenda. Il suo corpo fu sepolto nel cimitero di Minster-in-Thanet, tomba 3002A. Gli fu concessa postuma l'onorificenza di Cavaliere dell'Ordine di Leopoldo
Un busto che commemora le azioni di Longchamps si trova ora vicino al sito dell'attacco, a Bruxelles. Il 16 agosto 2013 si è svolta una commemorazione della sua vita in concomitanza con la Royal British Legion.

### Esplicative
1. ↑  All'epoca aveva 28 anni, e secondo gli standard della RAF era troppo vecchio per essere assegnato ai reparti da combattimento.
2. ↑  Tale edificio ospitava anche la sede dell'RSHA (il Reichssicherheitshauptamt).
3. ↑  Tra di essi il capo locale dell'"Abteiling III" dell'SD, l'SS-Sturmbannführer Alfred Thomas, l'SS- Obersturmführer Werner Vogt del Sipo (Sicherheitspolizei), e un alto funzionario della Gestapo di nome Müller.

### Bibliografiche
1. ↑  (EN) Baron Jean De Selys, su home.clara.net.
2. ↑  (EN) Kurt Weygantt, World War II Aces - Jean de Selys Longchamps, su users.telenet.be. URL consultato il 10 dicembre 2018 (archiviato dall'url originale il 4 agosto 2021).
3. 1 2 3 4 5 6 7 8 9  Manston History.
4. 1 2 3 4 5 6 7 8 9 10  Veilles Tiges.
5. 1 2  Historiek.
6. ↑  (EN)  p. 3. Marion Schreiber. 2003. The Twentieth Train: The True Story of the Ambush of the Death Train to Auschwitz. (Translation by Shaun Schreiber from Stille Rebellen, 2000.) New York: Grove Press.
7. ↑  (EN) Baron Jean de Sélys-Longchamps, su Memorials of Brussels. URL consultato il 10 dicembre 2018.
8. ↑  (EN)  p. 148e. Marion Schreiber. 2003. The Twentieth Train: The True Story of the Ambush of the Death Train to Auschwitz. (Translation by Shaun Schreiber from Stille Rebellen, 2000.) New York: Grove Press.
9. ↑  (EN) Service for RAF airman Baron Jean De Selys-Longchamps, BBC News. URL consultato il 10 dicembre 2018.